# Emil Hünten

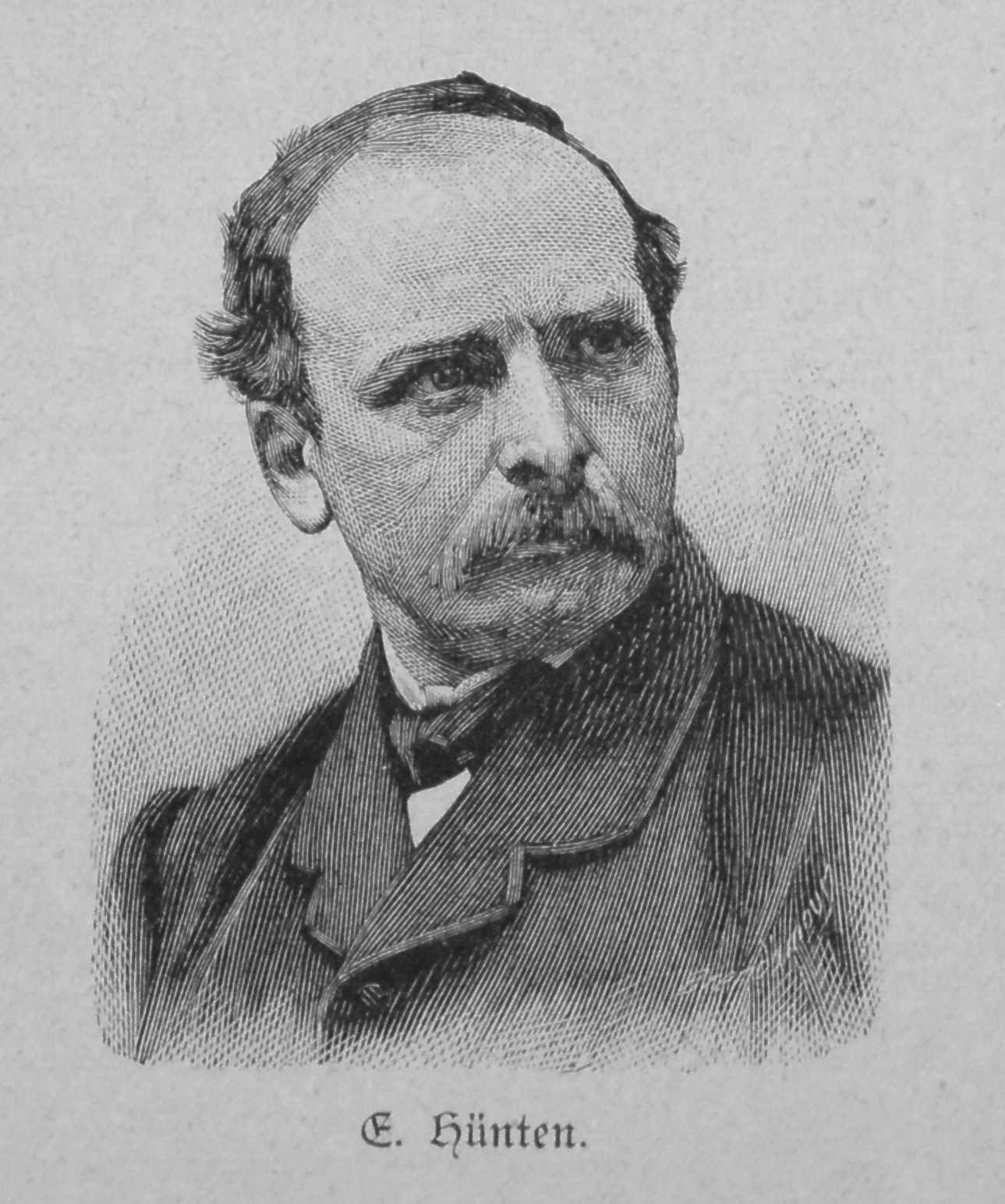
Emil Hünten.

Johann Emil Hünten, född den 19 januari 1827 i Paris, död den 1 februari 1902 i Düsseldorf, var en tysk målare. Han var son till pianisten François Hünten och far till målaren Max Hünten.

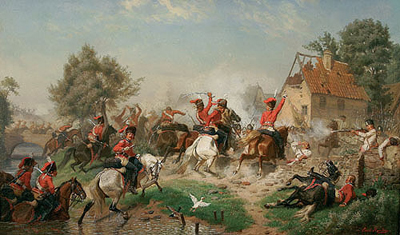
Rytterifäktningen vid Elsasshausen.

Hünten gjorde sina första studier i Paris under Hippolyte Flandrin och Horace Vernet samt, efter 1848 i Antwerpen under Gustave Wappers och Josephus Laurentius Dyckmans. 1851 slog han sig ned i Düsseldorf som Wilhelm Camphausens lärjunge och målade 1852 en episod från sjuåriga kriget. Han deltog i 1864 års krig mot Danmark och målade flera tavlor därifrån, bland dem Stormningen av Dybbölskansarna (galleriet i Kiel) och En österrikisk parlamentär. Likaså deltog han i 1866 års fälttåg och i tysk-franska kriget. Av hans målningar märks den för nationalgalleriet i Berlin på beställning utförda Rytterifäktningen vid Elsasshausen (1877), Striden vid S:t Privat, Chasseurs d’Afrique vid Sedan samt Slaget vid Königgrätz (väggmålning i tyghuset Berlin).